# 임채원 (아나운서)
임채원은 KBS춘천방송총국 아나운서다.

## 경력
- 2024년 ~ 2025년 : KBS 제주 아나운서
- 2025년 : MBC 스포츠플러스 아나운서
- 2025년 ~ 현재 : KBS춘천방송총국 아나운서

## 진행

### TV

#### 과거
- KBS 제주 1TV 《KBS 뉴스 7 제주》 앵커
- MBC 스포츠플러스 《베이스볼 투나잇》